# Philodème de Gadara
Philodème de Gadara, né vers 110 av. J.-C. et mort vers 40 av. J.-C., est un philosophe épicurien originaire de Gadara (aujourd'hui Umm Qeis), dans l'ancienne Syrie (dans la Jordanie actuelle). D’origine orientale mais fortement hellénisé, il romanise la pensée épicurienne.

## Biographie
Philodème est né à Gadara, située dans la Décapole (actuellement Umm Qeis, en Jordanie) en Cœlésyrie, région appartenant alors à la sphère hellénistique. Il part à Athènes pour suivre l‘enseignement de Zénon de Sidon, philosophe qui dirige le Jardin d'Épicure autour de 90 av. J.-C. Il s’établit ensuite en Campanie vers 80. Protégé par Pison, homme politique influent, il est impliqué dans le conflit entre Pison et Cicéron (in Pisonem, 29), qui fait cependant l’éloge de ses vues philosophiques et de l’« élégante lascivité » de ses poèmes et l’attaque dans son Contre Pison. Philodème est également précepteur de Virgile et influence l’Art poétique d’Horace. L’Anthologie grecque contient trente-quatre de ses épigrammes.

## Pensée
Bien qu'en l'état actuel, une part non négligeable de son œuvre soit perdue et qu'une autre reste à découvrir et à étudier, elle constitue l'essentiel des sources à la base de l'étude de la philosophie épicurienne, les écrits des autres tenants de cette école ayant été détruits, à l'exception du De rerum natura de Lucrèce. Formé à l’école de l’épicurisme ascétique au Jardin d’Épicure à Athènes, il s’installe ensuite en Italie, et réalise la synthèse de l’épicurisme idéaliste dans sa version grecque et du pragmatisme romain.
L’épicurisme est une philosophie à mettre en pratique : elle propose d’atteindre le bonheur en évitant tout ce qui peut troubler la quiétude ; le bonheur est alors défini comme l’absence de troubles (ataraxie). Philodème suit ce précepte, tout en assouplissant la règle et en étendant le champ d’application de cette philosophie à des domaines que le fondateur de l’école, Épicure, n’avait pas abordés ou tenait comme mineurs : l’esthétique, et notamment la musique, la politique.

### Sur la mort
Philodème rédige un traité, Sur la mort en quatre livres. Le dernier, qui fait office de récapitulatif, est conservé en partie par le papyrus d'Herculanum no 1050.

### Sur les arts
Les écrits de Philodème de Gadara sont particulièrement importants dans ce domaine. En effet, les épicuriens considéraient l’art comme une perte de temps. Or, non seulement il trouve une utilité aux arts (bien qu’il déconseille des études trop ardues, celles-ci pouvant troubler la paix de l’âme), mais en outre il écrit lui-même des poèmes.[réf. nécessaire]

### Sur la politique
Philodème de Gadara semble avoir soutenu le projet politique de Jules César d'instauration d'un régime politique fort, selon Christian-Georges Schwentzel.

## Écrits
Ses écrits philosophiques portent les titres suivants : Aux amis de l'Ecole, Sur Épicure, D’Épicure et des autres, De la mort, De la musique, De la piété, Des choix et des aversions, Des caractères et des genres de vie, De la liberté de parole, Des dieux, Des passions, Des poèmes, De la rhétorique, Des signes et des modes d'inférence, Des Stoïciens, Des vices et les vertus opposées, Du bon roi selon Homère, Revue des philosophes et Sur la calomnie.
Ses écrits littéraires (épigrammes) le rattachent à l’école phénicienne de l’épigramme, à laquelle appartient également Méléagre de Gadara. Cette classification est aujourd’hui remise en cause.

## Sources
Jusqu’au XVIIIe siècle, et pratiquement jusqu’aujourd’hui, on ne disposait que de sources fragmentaires ou très partiales sur Philodème de Gadara, comme sur tous les épicuriens. De lui, les copistes médiévaux n’avaient conservé que trente-quatre de ses épigrammes au sein de l’Anthologie grecque, sans qu’on puisse déterminer si le fond (philosophique) ou la forme (poétique) y avaient le dessus. Sa pensée était en outre accessible par les écrits des stoïciens et des Pères de l’Église, qui font de lui quelques courtes citations pour l’attaquer et condamner sa pensée, attaquée comme celle de tous les épicuriens par les auteurs chrétiens.
Après la fin de l'Antiquité, l'essentiel de sa création littéraire fut détruite ou disparut. Par un hasard exceptionnel, une bibliothèque de 1838 rouleaux de papyrus a été retrouvée dans une villa appartenant à Pison à Herculanum, la villa des Papyrus. Cette bibliothèque contient principalement des textes épicuriens, dont certains en plusieurs exemplaires, ce qui suggère que cette partie de la bibliothèque de Pison appartenait à Philodème. Cette bibliothèque nous est exceptionnellement parvenue grâce à l’éruption du Vésuve en 79 apr. J.-C., éruption qui a recouvert Herculanum d'une nuée ardente, formant instantanément une gangue protectrice des matériaux organiques quoique carbonisés. Ces rouleaux de papyrus ont été découverts dans les années 1752-1754.
Il est très difficile de dérouler, lire et interpréter ces rouleaux. Les techniques anciennement utilisées pour les décrypter ont détruit ou réduit nombre d'entre eux à l'état de fragments. « Sur les six rouleaux de papyrus d’Herculanum offerts à l’Institut de France par Napoléon Bonaparte qui les avait reçus en 1802 en cadeau du roi de Naples, seuls deux et demi sont encore intacts », selon Daniel Delattre.
L’université de Naples a longtemps été mal équipée pour l’étude des textes classiques. De plus, les écoles philosophiques grecques sont restées mal connues ou ont été traitées avec dédain jusqu’à très récemment par la recherche historique ou philosophique, sous l’influence de la pensée chrétienne. Ces différents facteurs expliquent le manque d'intérêt des savants et la sous-utilisation de ces papyrus. Les premiers fragments ont été publiés en 1824. Par la suite, les publications se sont faites au coup par coup, sans ordre, et sans respect de la rédaction originale de l’auteur, rendant particulièrement ardue l’utilisation de ces textes.
Récemment, cependant, en partie grâce aux efforts du Centre international d’étude des papyrus d'Herculanum, ces rouleaux ont été traités scientifiquement et constituent désormais un apport irremplaçable à l’étude de la philosophie hellénistique. Les chercheurs ont amélioré la machine de Piaggio (XVIIIe) de déroulement et d’encollage du dos des papyrus, et travaillent sur des photographies numérisées, retravaillées sur ordinateur, qu'ils peuvent comparer à des clichés infrarouges, et des transcriptions du XVIIIe siècle des rouleaux qui ont été détruits pendant qu’ils étaient déroulés. Les rouleaux sont conservés à la Bibliothèque nationale de Naples. Les rouleaux de la villa des Papyrus contiennent 36 traités attribués à Philodème. Ces travaux traitent de musique, rhétorique, éthique, des vertus et des vices, du roi idéal, et défendent le point de vue épicurien contre les stoïques et les péripatéticiens.
Le Projet Philodème - en anglais : Philodemus Project - est une initiative internationale, soutenue par la Fondation nationale pour les sciences humaines et des participations individuelles et d’universités, pour établir une édition critique des textes de Philodème sur la poésie, la rhétorique et la musique. Ces textes seront publiés et traduits dans une édition critique de plusieurs volumes par les Oxford University Press.
Les prochains volumes prévus sont :
- On Poems V, édition établie et traduite par David Armstrong et Cecilia Mangoni ;
- On Rhetoric I-II, édition établie et traduite par David Blank ;
- On Rhetoric III, édition établie et traduite par Dirk Obbink et Juergen Hammerstaedt.

Étant donné l’état d’avancement incomplet de ces éditions, qui n’ont donc suscité que des études encore parcellaires, la présentation dans cet article de la vie et de la pensée de Philodème est nécessairement amenée à être complétée et corrigée à l’avenir.
En avril 2024, dans le cadre du projet de recherche GreekSchools (2021-2026) financé par le Conseil européen de la recherche et mené par le Conseil national italien de la recherche, un papyrus d'Herculanum est déchiffré à environ 30 %, soit environ 1000 mots, à l'aide d'une combinaison de techniques dont les rayons infrarouges, l'imagerie optique ultraviolette, l'imagerie thermique, la tomographie et la microscopie optique numérique. Le papyrus livre un extrait supplémentaire du texte de L'Histoire de l'Académie de Philodème qui contient des détails au sujet de la vie de Platon, notamment la période de sa réduction en esclavage lorsqu'il déplaît au tyran sicilien Denys de Syracuse (habituellement située vers 387 av. J.-C., cette réduction en esclavage semble à la lumière de ces nouvelles informations avoir eu lieu plus tôt, peut-être en 404, voire peu après la mort de Socrate en 399) et l'emplacement de sa tombe dans le jardin de l'Académie.

## Publications
- On Poems, livre 1. Édition présentée, traduite et commentée par Richard Janko (en) (en anglais), Oxford University Press, 2000. 608 pages, 16 pages de planches.
- On Poems, livres 3 et 4, suivis de The Fragments of Aristotle, On Poets. Édition présentée, traduite et commentée par Richard Janko (en anglais). Oxford University Press, 2011. 629 pages.
- Agli amici di scuola. Édition présentée, traduite et commentée par Anna Angeli (en italien), Bibliopolis, Naples, 1988 (qui remplace désormais Contre les sophistes, éd. par Francesco Sbordone, Naples, 1947).
- De la piété, éd. par Theodor Gomperz, Leipzig, 1866, désormais partiellement remplacé par Philodemus, On Piety, Pars I. Édition présentée, traduite et commentée par Dirk Obbink (en anglais), Bibliopolis, Naples, 1988. Oxford University Press, 1996.
- Des signes, éd. par Phillip H. et Estelle A. De Lacy, Philodemus, On Methods of Inference (en anglais), 2e éd., Naples, 1978.
- Sur la musique, livre IV, 2 vol. + CD-ROM des Sources documentaires, éd. par Daniel Delattre, Paris, Les Belles Lettres, Collection des Universités de France, Tome I et II : Livre IV. 2007[13].
- On Death, éd. par W.Benjamin Henry (en anglais), Society of Biblical Studies, Atlanta, 2009.
- Sur la mort, Livre IV, texte établi, traduit et annoté par Daniel Delattre, Paris, Les Belles Lettres, Collection des universités de France, Série grecque, Collection Budé n°565, mai 2022, 296 pp.[14]
- De bono rege (« Du bon roi »), éd. Dorandi, Naples, Bibliopolis, 1982.
- Dans D. Delattre-J. Pigeaud (éds), Les Épicuriens, Bibliothèque de la Pléiade, Gallimard, Paris, 2010, on trouvera une traduction française annotée des œuvres suivantes de Philodème :
  - Les [Phénomèmes] et les inférences (= Des signes), p. 535-562
  - [Les Choix et les rejets], p. 563-570
  - La Colère, p. 571-594
  - L'Économie (= Les Vices, livre IX), p. 595-616
  - [L'Arrogance] (= Les Vices, livre X), p. 617-629
  - La Mort, livre IV (§ 37-39), p. 631-633
  - La Rhétorique, livre III, p. 635-645
  - Les Poèmes, livre V, p. 647-664
  - La Musique, livre IV p. 665-726
  - Les Stoïciens, p. 727-733
  - À l'adresse des ... (= Agli amici di scuola), p. 735-740

### Sources
- Michel Onfray, Les Sagesses antiques, tome 1 de la Contre-histoire de la philosophie. Paris : Grasset, 2006. 331 pages, p 225-254
- Annick Monet, Philodemus : une bibliographie des principales œuvres de Philodème de Gadara. Bibliothèque des sciences de l’Antiquité, août 2006, consulté le 13/01/2007.